# Северный Колчим (посёлок)
Северный Колчим — посёлок в Красновишерском районе Пермского края. Входит в состав Верх-Язьвинского сельского поселения.

## Географическое положение
Расположен на левом берегу реки Колчим, примерно в 26 км к востоку от центра поселения, села Верх-Язьва, и в 71 км к юго-востоку от центра района, города Красновишерск.
видеоссылка на зимний посёлок

## Население
| 2010 |
| ---- |
| 631  |

## Улицы[2]
- Алмазная ул.
- Гагарина ул.
- Дружбы ул.
- Есенина ул.
- К.Маркса ул.
- Коммунистическая ул.
- Ленина ул.
- Лесная ул.
- Молодёжная ул.
- Новая ул.
- Победы ул.
- Приисковая ул.
- Советская ул.
- Школьная ул.

## Топографические карты
- Лист карты P-40-139,140 Северный  Колчим. Масштаб: 1 : 100 000. Состояние местности на 1982 год. Издание 1987 г.